# Дрейпер, Донтей
Донтей Доминик Дрейпер (англ. Dontaye Dominic Draper; род. 10 августа 1984, Балтимор, штат Мэриленд, США) — американский и хорватский профессиональный баскетболист, игравший на позиции разыгрывающего защитника.

## Карьера
Профессиональная карьера Дрейпера началась в 2007 году в Австралии. Не выбранный на драфте НБА, отправился в австралийскую НБЛ играть за «Сидней Кингз» и помог команде выйти в финал.
В последующие два сезона Дрейпер выступал уже в Европе: сначала он стал лидером французского «Йер-Тулон Вар», а в декабре 2008 года Донтей перешёл в бельгийский «Остенде».
Сезон 2009/2010 Донтей целиком отыграл в «Вероли» второго итальянского дивизиона, чтобы в следующем году провести один из своих лучших сезонов в карьере: игрок заключил соглашение с хорватской «Цедевитой» и, набирая в среднем 14,8 очков, 6,4 передач и 4,6 подборов, стал MVP Еврокубка. Донтей оставался игроком «Цедевиты» до конца сезона 2011/2012, добившись с командой выхода в полуфинал Еврокубка, финал Адриатической лиги и чемпионата Хорватии.
В сезоне 2012/2013 Дрейпер перешёл в мадридский «Реал». В Мадриде игровое время Дрейпера сократилось: в течение двух испанских сезонов он проводил примерно по 11,5 минут на паркете как в Евролиге, так и в национальном первенстве. В составе «Реала» выиграл два Суперкубка и чемпионство Испании, Кубок Короля и финал Евролиги.
Летом 2014 года Донтея подписал турецкий «Анадолу Эфес». Дрейпер помог «Эфесу» добраться до плей-офф Евролиги, в котором турки уступили «Реалу» со счетом 1-3, выиграть Кубок Турции и выйти в финал чемпионата Турции.
В августе 2015 года Дрейпер подписал однолетний контракт с краснодарским «Локомотив-Кубань».
20 июля 2016 ода Донтей Дрейпер возвратился в «Реал» на один сезон.

## Сборная Хорватии
К концу сезона 2010/2011 Дрейпер получил хорватское гражданство, которое впоследствии позволило ему выступить на Чемпионате Европы-2011 в Литве, Чемпионате Европы-2013 в Словении и Чемпионате Европы 2015 года.

## Достижения
- Бронзовый призёр Евролиги: 2015/2016
- Чемпион Испании: 2012/2013
- Обладатель Кубка Испании (2): 2014, 2017
- Обладатель Кубка Турции: 2014/2015
- Обладатель Кубка Хорватии: 2011/2012
- Обладатель Суперкубка Испании (2): 2012, 2013